# Zofia Białynicka-Birula
Zofia Białynicka-Birula – polska fizyk, dr hab., profesor zwyczajny Instytutu Fizyki Polskiej Akademii Nauk.

## Życiorys
Obroniła pracę doktorską, następnie uzyskała stopień doktora habilitowanego. 3 lutego 1983 nadano jej tytuł profesora w zakresie nauk fizycznych. Pracowała w Katedrze Fizyki, Szkole Nauk Ścisłych na Wydziale Matematycznym i Przyrodniczym Uniwersytetu Kardynała Stefana Wyszyńskiego w Warszawie.
Jest profesorem zwyczajnym w Instytucie Fizyki Polskiej Akademii Nauk. Współautorka – wraz z mężem Iwem – hasła Prawa fizyki w Encyklopedii PWN.